# Acadian (automobile)
Pour les articles homonymes, voir Acadian.
Acadian est un constructeur automobile d'origine canadienne appartenant au groupe General Motors (GM) et en activité de 1962 à 1971.

## Historique
La marque a été conçu par la filiale canadienne de General Motors  pour contrer les taxes sur les véhicules importés. 
Le constructeur proposait des véhicules de taille moyenne. Ceux-ci étaient assemblé à partir de 1962 dans l'usine de montage d'Oshawa de GM à Oshawa en Ontario, celle de l'entreprise Tecna à Arica au Chili et à partir de 1967 dans l'usine GM Willow Run (en) sur les communes de Ypsilanti et Belleville, dans le Michigan;